# Sega Mega Drive

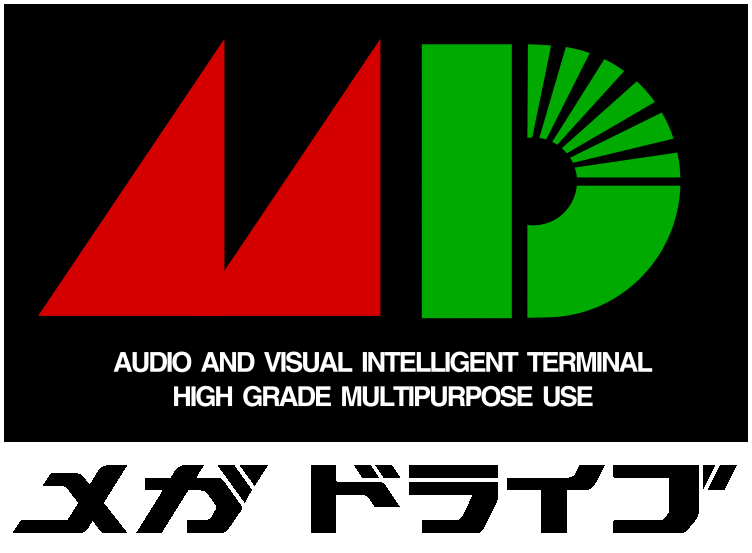

Sega Mega Drive (яп. メガドライブ Меґа Дорайбу; в Північній Америці відома як Sega Genesis) — 16-бітна гральна консоль, була розроблена та продавалася компанією Sega Enterprises, Ltd. Mega Drive була третьою консолю Sega і наступником Master System. Sega випустила консоль як Mega Drive в Японії в 1988 році, після чого відбувся північноамериканський дебют під назвою Genesis в 1989 році. В 1990 році консоль стала доступна як Mega Drive в Європі, Австралії і в Бразилії. У Південній Кореї дистриб’ютором була компанія Samsung, консоль була відома як Super Game Boy, а пізніше- як Super Aladdin Boy. 
Консоль розроблялася дослідницькою групою під керівництвом Хідекі Сато і Масами Ісікави на основі аркадного автомата Sega System 16. Як центральний процесор був обраний Motorola 68000, допоміжним звуковим процесором став Zilog Z80. Ігри, яких вийшло близько 900, запускалися з ігрових картриджів. Sega Genesis мала зворотну сумісність з Sega Master System. Щоб грати в ігри з Master System був розроблений Power Base Converter. Для консолі були розроблені й інші периферійні і мережеві пристрої. Сама консоль випускалася в різних варіаціях задля розширення функціональності. Життєвий цикл консолі почався в 1988 році, коли її було випущено в Японії, і закінчився з виданням останньої офіційно ліцензованої гри в 2002 в Бразилії.
Успіху приставки сприяли велика кількість портованих аркадних ігор, популярність ексклюзивної для Genesis гри Sonic the Hedgehog, а також маркетинг, який позиціонував систему як «круту консоль» для підлітків. Скандальні відеоігри із зображенням жорстокості, як Night Trap і Mortal Kombat, змусили Sega створити першу в світі систему оцінки ігрового контенту Videogame Rating Council. Користуючись оцінками цієї системи, Sega змогла інформувати покупців про насильство у грі або зображення шкідливих звичок.
На території Японії Sega Mega Drive не змогла перевершити двох своїх конкурентів: Super Famicom від Nintendo і PC Engine від NEC. Однак вона стала першою консолю четвертного покоління, що досягла значного успіху на ринках Північної Америки і Європи. Хоча Genesis і домінувала на ринках Північної Америки і Європи, «війна консолей», що почалася з виходом приставки Super Nintendo в 1990, фактично витіснила з ринку інші 16-бітові ігрові приставки. У 1994 на ринку з’явився наступник, Sega Saturn. 

## Історія

### Розробка
На початку 1980-х, Sega – тоді ще дочірня компанія Gulf+Western- була одним з п'яти провідних виробників аркадних ігор в Сполучених Штатах, а доходи компанії сягнули $214 мільйонів доларів. Спад в аркадному бізнесі, що розпочався у 1982 році серйозно нашкодив компанії, що змусило Gulf+Western продати своє північноамериканське виробництво аркадних автоматів і ліцензійні права на ігри для них Bally Manufacturing. Компанія зберегла Північноамериканський R&D Sega, а також японську філію, Sega Enterprises, Ltd. Через занепад аркадної індустрії президент японської філії, Хаяо Накаяма, виступив за вихід компанії на японський ринок домашніх ігрових систем.
Накаяма отримав дозвіл приступити до цього проекту, що призвело до випуску першої домашньої ігрової системи від Sega, SG-1000, в липні 1983 року. SG-1000 принесла більше грошей, ніж очікувалось, але програвала Nintendo Famicom, з якою потрапила на ринок в один день-15 липня 1983. Згодом SG-1000 була замінена на Sega Mark III. У той самий час, у Gulf+Western позбувалася своїх дочірніх компанії, тому Накаяма та Девід Розен викупили компанію за допомогою грошей CSK Corporation. Накаяма був згодом затверджений як перший генеральний директор нової Sega.
У 1986 році Sega готувала перероблений Mark III для випуску в Північній Америці, під назвою Sega Master System. Після цього – старт продажів у Європі в наступному році. Хоча Master System мала успіх в Європі, а також пізніше в Бразилії, вона не змогла привернути увагу на японському і північноамериканському ринках, на яких в середині-кінці 1980-х років домінувала Nintendo. Через труднощі навіть на рідному японському ринку, Sega та команда R&D під керівництвом Масами Ісікава та Хідекі Сато почали роботу над наступником Master System майже відразу ж після її запуску.
У 1987 році Sega зіткнулися з іншою загрозою для свого бізнесу, коли японський комп'ютерний гігант NEC випустив PC Engine. Для того, щоб залишатися конкурентоспроможними в порівнянні з більш відомими компаніями, Ішикава і його команда вирішили, що необхідно включити 16-бітний мікропроцесор в свою нову систему, щоб скохинути ринок, і в черговий раз звернулися до імені Sega в аркадній індустрії. Вони адаптували архітектуру успішних аокадних плат Sega System 16 для домашньої консолі. Рішення використовувати Motorola 68000 як основний процесор системи було зроблено під кінець розробки, в той час як Zilog Z80 був використаний в ролі вторинного процесора для обробки звуку через побоювання, що навантаження на центральний процесор було б занадто великим, якщо він буде оброблювати як графіку, так і аудіо.
В перше про консоль було згадано в червні 1988 року в японському виданні Beep!, де вона згадується як «Mark V», але керівництво Sega відчувало необхідність більш сильного імені. Після розгляду більш ніж 300 пропозицій, компанія зупинилася на «Мега Драйв». У Північній Америці, назва консолі було змінено на «Genesis». Причина цього зміни не відомо, але це може бути через суперечку про товарні знаки.

### Запуск

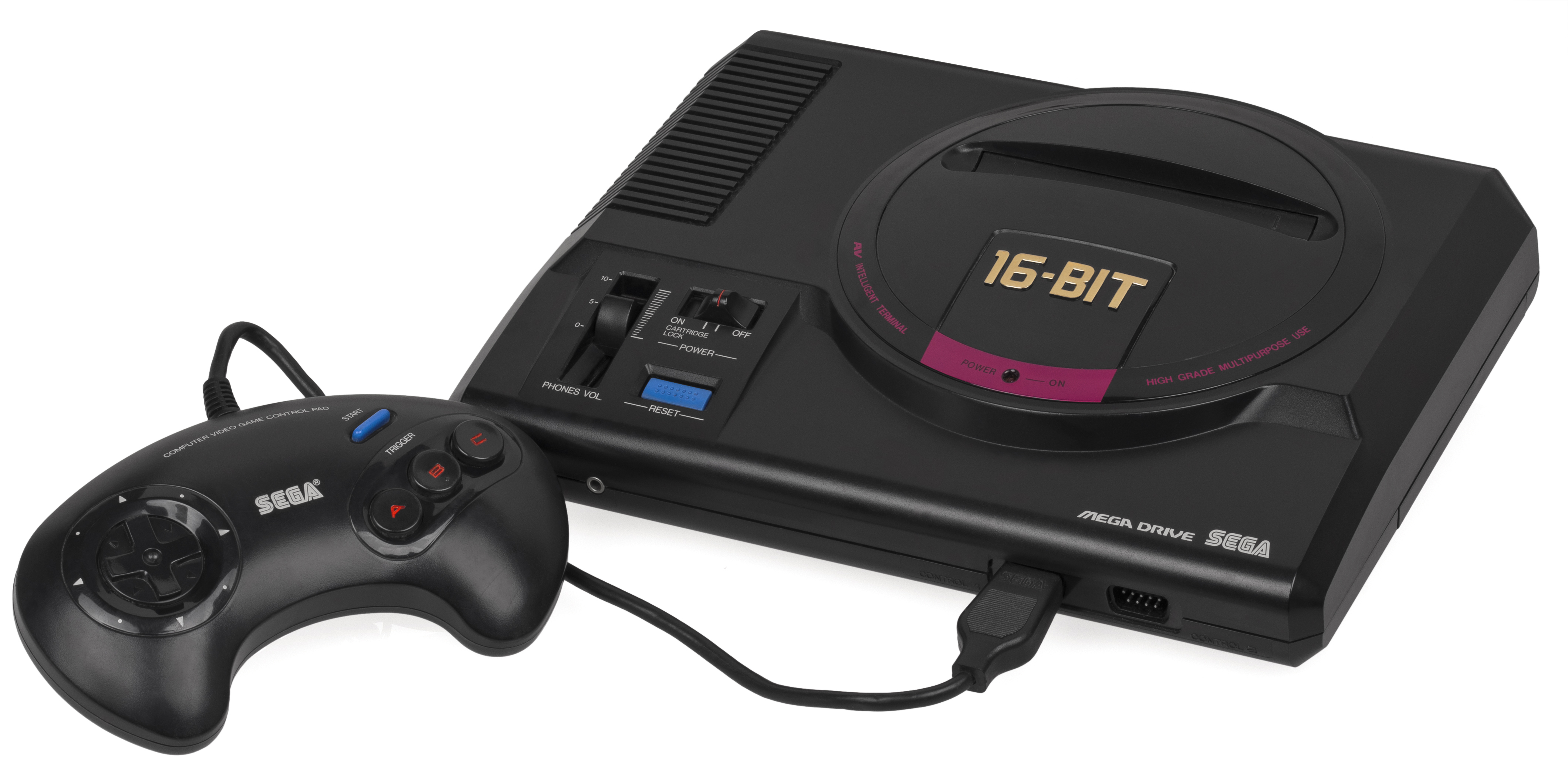

Sega випустила Mega Drive в Японії 29 жовтня 1988 року, хоча запуск був затьмарений випуском довгоочікуваної Super Mario Bros 3 тижнем раніше. Позитивні відгуки з журналів Famitsu і Beep! допомогли підвищити продажі, але Sega продала лише 400,000 систем в перший рік. Для того, щоб збільшити продажі, Sega випустила різні периферійні пристрої та ігри, в тому числі інтернет-банківську систему і автовідповідач під назвою Sega Mega Anser. Проте, Mega Drive не зміг обігнати Famicom і залишився на третьому місці в Японії за Nintendo Super Famicom і PC Engine компанії NEC протягом 16-бітної ери.
Sega анонсувала вихід на американський ринок на 9 січня 1989. У той час, Sega не мала відділення маркетингу на території США, а поширенням її Master System займалася Tonka. Незадоволені її роботою, в Sega шукали нового партнера для виходу Genesis в Північній Америці і запропонували права Atari, які ще не мали 16-розрядну систему. Джек Треміел, генеральний директор Atari відмовився придбати права на консоль, вирішив зосередитися на Atari ST. Sega вирішила запустити консоль через свою власну Sega of America, яка почала обмежений запуск 14 серпня 1989 року в Нью-Йорку і Лос-Анджелесі. 
У Європі консоль вийшла на ринок 30 листопада 1990 року. Як наступниця успішної Master System, Mega Drive стала найпопулярнішою консолі в Європі. Оскільки Mega Drive було два роки на момент його випуску в регіоні, на старті був більший вибір ігор. Порти відомих аркадних ігор, як Altered Beast, Golden Axe і Ghouls 'N Ghosts, доступні в магазинах на старті, допомагали позиціонувати консоль як “аркадний досвід вдома”. Релізом Mega Drive в Європі займалася Virgin Mastertronic, яка пізніше була куплена Sega в 1991 році і стала Sega of Europe.
Інші компанії надавали свою допомогу в дистрибуції консолі в різних країнах по всьому світу. Ozisoft продавала Mega Drive в Австралії, як це було зроблено раніше з Master System. У Бразилії Mega Drive була випущена Tectoy в 1990 році, лише за рік після бразильського випуску Master System. В Індії, Sega вступила в угоду з Shaw Wallace навесні 1995 роки для того, щоб обійти імпортний тариф у 80%. Samsung займалася дистрибуцією в Кореї, де вона була перейменована в «Super Game Boy», але зберігла логотип Mega Drive поруч з логотипом Samsung. Пізніше вона була перейменована в «Super Aladin Boy».

## Технічні Характеристики
Головним мікропроцесором є 16/32-бітний Motorola 68000 з тактовою частотою 7,6 МГц. Консоль використовує Zilog Z80 для аудіо та забезпечення зворотної сумісністі з Master System, Система має 64 Кб оперативної пам'яті, 64 Кб відеопам'яті, і може одночасно відображати до 61 кольору з палітри в 512. Носієм ігор є ROM-картридж, який вставляється зверху.
За звук відповідають FM-синтезатор Yamaha YM2612  і програмований генератор звуку Texas Instruments SN76489; останній інтегрований з відеоконтролером. Процесор Z80 відповідає за роботу обох синтезаторів. Задня частина консолі першої ревізії має RF-порт(призначений для використання з антеною або кабельною мережею) і спеціалізований 8-контактний DIN порт, обидва забезпечують відео і аудіо вихід. Обидва виходи також обмежені лише монозвуком; роз'єм для навушників на передній консолі підтримує стереозвук. На 2 ревізії, DIN порт, RF-порт і гніздо для навушників замінені на 9-контактний міні-DIN порт на задній частині, через який передається композитний та RGB-сигнал, а також стереозвук, і стандартний RF-перемикач. Роз'єм на нижній правій частині консолі дозволяє підключати периферійні пристрої. 

## Бібліотека
На запуску консолі бібліотека ігор була невеликою. Першою комплектною грою була Altered Beast, яку замінили на Sonic the Hedgehog у 1991 році. Основою бібліотеки були порти аркадних ігор Sega, спортивні тайтли Electronic Arts, ігри жанрів екшени та shoot ‘em up. Серед бестселерів є такі ігри: Sonic the Hedgehog, Sonic the Hedgehog 2, Disney’s Aladdin, Mortal Kombat, Streets of Rage, NBA Jam. 

## Вплив
Sega Genesis багатьма вважається однією з найкращих відеоігрових консолей в історії. Видання IGN у списку найкращих консолей всіх часів віддало Genesis п’яте місце.